# Famille Cseszneky
La famille Cseszneky de Milvány et Csesznek (en hongrois: cseszneki és milványi gróf Cseszneky) est une famille noble d'origine hongroise, Seigneurs du château Csesznek depuis 1263, les comtes Cseszneky sont une des plus anciennes et des plus célèbres familles hongroises, qui a fourni à la Hongrie un grand nombre de militaires et d'hommes d'État.

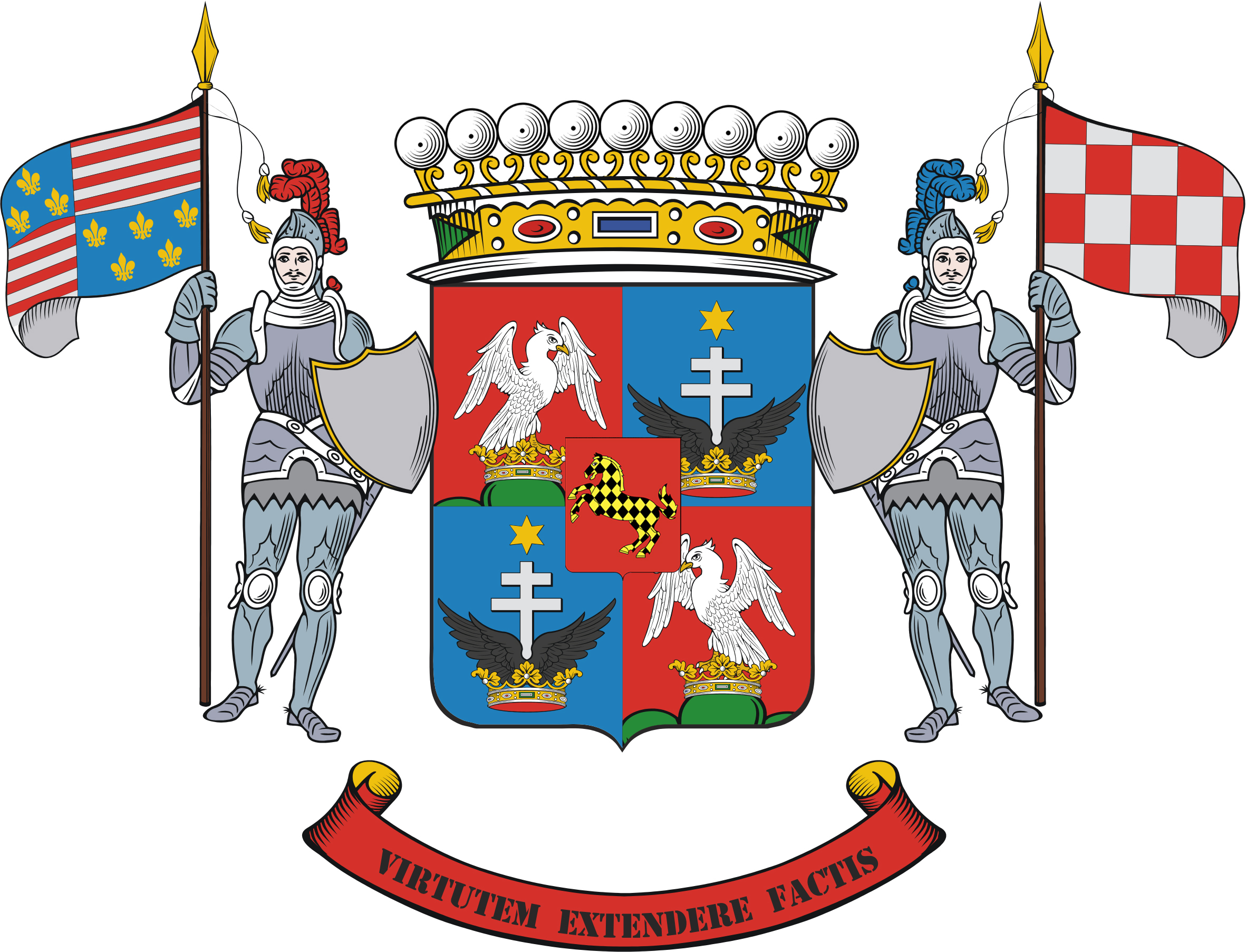
Le blason des comtes Cseszneky de Milvány.

Dans les années 1930 une lignée des comtes Cseszneky s'est installée en France. 
Après la Seconde Guerre mondiale les descendants de la famille vécurent surtout en Hongrie, au Brésil, en France, et au Royaume-Uni.

## Membres notables
- Jakab Cseszneky, magnat médiéval
- György Cseszneky, châtelain, militaire
- Mátyás Cseszneky, commandeur de hussards
- Gyula Cseszneky, conseiller de Tomislav II, roi de Croatie
- Miklós Cseszneky, actuel chef de la maison

## Pour approfondir